# Politikredse i Danmark
Danmark er delt op i 15 politikredse, heraf en hver på Færøerne og Grønland samt en landsdækkende efterforskningsenhed National enhed for Særlig Kriminalitet. Hver kreds ledes af en politidirektør i Danmark eller politimester i Færøerne og Grønland.

## Politikredsens ledelse
En politikreds ledes af en politidirektør bistået af en vicepolitidirektør eller en politimester bistået af en vicepolitimester. Til politidirektøren/mester refererer en chefpolitiinspektør, der er chef for politiet, og en chefanklager, der er chef for anklagemyndigheden. Disse 4 personer udgør politikredsens topledelse. Der er regionale afvigelser: København, som er landets største politikreds, har således to vicepolitidirektører. Bornholm, som er landets mindste politikreds, har ingen vicepolitidirektør, idet den opgave varetages af chefanklageren.
Alle politikredse har en hovedpolitistation, som er døgnbemandet. Derudover har alle kredse på nær Bornholm et antal øvrige politistationer, der ikke nødvendigvis har døgnbemanding. Enkelte af de disse vil normalt ikke være bemandet, men kan være det sæsonafhængigt eller ved særlige lejligheder.
Den nuværende inddeling i politikredse blev indført med politireformen, der trådte i kraft 1. januar 2007. Samtidig indførte man det landsdækkende telefonnummer 114, der automatisk vil viderestille til den lokale politistation.
| Politikredse i Danmark fra 1. januar 2007 | Politikredse i Danmark fra 1. januar 2007 | Politikredse i Danmark fra 1. januar 2007 | Politikredse i Danmark fra 1. januar 2007 | Politikredse i Danmark fra 1. januar 2007                                                                                                  |
| Navn                                      | Nummer                                    | Hovedpolitistation                        | Øvrige politistationer | Kommuner |
| ----------------------------------------- | ----------------------------------------- | ----------------------------------------- | --- | --- |
| National enhed for Særlig Kriminalitet    | 15                                        | Glostrup                                  | Karlslunde København Randers Aarhus Fredericia Silkeborg | (Hele Danmark) |
| Bornholms Politi                          | 12                                        | Rønne                                     | - | Bornholm |
| Fyns Politi                               | 6                                         | Odense                                    | Assens Middelfart Nyborg Svendborg | Assens, Faaborg-Midtfyn, Kerteminde, Langeland, Middelfart, Nordfyns, Nyborg, Odense, Svendborg, Ærø                                       |
| Færøernes Politi                          |                                           | Tórshavn                                  | Flogvøllinum Klaksvík Runavík Sandi Tvøroyri | (Hele Færøerne) |
| Grønlands Politi                          |                                           | Nuuk                                      | Aasiaat Ilulissat Ittoqqortoormiit Kangerlussuaq Maniitsoq Nanortalik Narsaq Paamiut Pituffik Qaanaaq Qaqortoq Qasigiannguit Qeqertarsuaq Upernavik Uummannaq Sisimiut Tasiilaq | (Hele Grønland) |
| Københavns Politi                         | 11                                        | Station Bellahøj                          | Tårnby Nærpolitistation Københavns Hovedbanegård Politiekspedition Københavns Lufthavn Politiekspedition                                                                        | Dragør, Frederiksberg, København, Tårnby                                                                                                   |
| Københavns Vestegns Politi                | 10                                        | Albertslund                               | Gladsaxe Rødovre | Albertslund, Ballerup, Brøndby, Gladsaxe, Glostrup, Herlev, Hvidovre, Høje-Taastrup, Ishøj, Rødovre, Vallensbæk                            |
| Midt- og Vestjyllands Politi              | 3                                         | Holstebro                                 | Herning1) Ringkøbing Silkeborg1) Skive Thisted Viborg1) | Herning, Holstebro, Ikast-Brande, Lemvig, Morsø, Ringkøbing-Skjern, Silkeborg, Skive, Struer, Thisted, Viborg                              |
| Midt- og Vestsjællands Politi             | 8                                         | Roskilde                                  | Holbæk Kalundborg Køge Ringsted Asnæs | Greve, Holbæk, Kalundborg, Køge, Lejre, Odsherred, Ringsted, Roskilde, Solrød, Stevns                                                      |
| Nordjyllands Politi                       | 1                                         | Aalborg                                   | Frederikshavn1) Hjørring Hobro Løgstør Læsø2) Skagen3) | Brønderslev, Frederikshavn, Hjørring, Jammerbugt, Læsø, Mariagerfjord, Rebild, Vesthimmerland, Aalborg                                     |
| Nordsjællands Politi                      | 9                                         | Helsingør                                 | Frederikssund Gentofte Hillerød Lyngby | Allerød, Egedal, Fredensborg, Frederikssund, Furesø, Gentofte, Gribskov, Halsnæs, Helsingør, Hillerød, Hørsholm, Lyngby-Taarbæk, Rudersdal |
| Syd- og Sønderjyllands Politi             | 5                                         | Esbjerg                                   | Haderslev Ribe Sønderborg Tønder Varde Aabenraa1) | Esbjerg, Fanø, Haderslev, Sønderborg, Tønder, Varde, Vejen, Aabenraa                                                                       |
| Sydsjællands og Lolland-Falsters Politi   | 7                                         | Næstved                                   | Nakskov Nykøbing Falster Slagelse1) Vordingborg | Faxe, Guldborgsund, Lolland, Næstved, Slagelse, Sorø, Vordingborg                                                                          |
| Sydøstjyllands Politi                     | 4                                         | Horsens                                   | Fredericia Kolding1) Skanderborg Vejle1) | Billund, Fredericia, Hedensted, Horsens, Kolding, Skanderborg, Vejle                                                                       |
| Østjyllands Politi                        | 2                                         | Århus                                     | Grenaa Randers1) | Favrskov, Norddjurs, Odder, Randers, Samsø, Syddjurs, Aarhus                                                                               |

1): Døgnbemandet

2): Sæson-afhængig døgnbemanding

3): Kun bemandet ved særlige lejligheder

## Før 2007
Danmark blev første gang inddelt i politikredse i forbindelse med den store retsreform, som trådte i kraft i 1919, hvor politi- og retsvæsen blev adskilt. De hidtidige jurisdiktioners funktioner blev da overtaget af politi- og retskredse. Politikredsinddelingen var nogenlunde uændret indtil slutningen af 1950'erne, hvor der skete en omfattende justering af politikredsgrænserne.
I 1973 blev politikredsene betydeligt reduceret i antal, ligesom grænserne blev tilpasset kommuneinddelingen efter kommunalreformen i 1970, og Danmark var fra 1973 til 31. december 2006 inddelt i 54 politikredse.
Indil den 31. december 2006 var en politikreds ledet af en politimester bistået af en vicepolitimester. København var dog ledet af ledet af en politidirektør bistået af tre vicepolitidirektører. I 1974 udnævntes en vicepolitidirektør for henholdsvis Ordenspolitiet og Kriminalpolitiet og i 1982 udnævntes en vicepolitidirektør for administration. Vicepolitidirektører havde indtil da været benævnt politiinspektører.
| Politikredse i Danmark fra 1. januar 1973 til 31. december 2006 | Politikredse i Danmark fra 1. januar 1973 til 31. december 2006 | Politikredse i Danmark fra 1. januar 1973 til 31. december 2006                                     |
| Navn                                                            | Nummer                                                          | Kommuner                                                                                            |
| --------------------------------------------------------------- | --------------------------------------------------------------- | --------------------------------------------------------------------------------------------------- |
| Assens                                                          | 26                                                              | Assens, Broby, Faaborg, Glamsbjerg, Haarby, Aarup                                                   |
| Bornholm                                                        | 22                                                              | Bornholm                                                                                            |
| Esbjerg                                                         | 33                                                              | Esbjerg, Fanø                                                                                       |
| Fredericia                                                      | 35                                                              | Børkop, Fredericia                                                                                  |
| Frederiksberg                                                   | 2                                                               | Frederiksberg                                                                                       |
| Frederikshavn                                                   | 53                                                              | Frederikshavn, Læsø, Skagen, Sæby                                                                   |
| Frederikssund                                                   | 11                                                              | Frederikssund, Frederiksværk, Hundested, Jægerspris, Skibby, Stenløse, Ølstykke                     |
| Gentofte                                                        | 3                                                               | Gentofte                                                                                            |
| Gladsaxe                                                        | 5                                                               | Ballerup, Gladsaxe, Herlev, Ledøje-Smørum, Værløse                                                  |
| Glostrup                                                        | 7                                                               | Albertslund, Brøndby, Glostrup, Høje-Taastrup, Ishøj, Vallensbæk                                    |
| Grenaa                                                          | 46                                                              | Ebeltoft, Grenaa, Midtdjurs, Nørre Djurs                                                            |
| Gråsten                                                         | 29                                                              | Bov, Gråsten, Lundtoft, Rødekro, Aabenraa                                                           |
| Haderslev                                                       | 31                                                              | Christiansfeld, Gram, Haderslev, Nørre-Rangstrup, Rødding, Vojens                                   |
| Helsingør                                                       | 9                                                               | Birkerød, Fredensborg-Humlebæk, Helsingør, Hørsholm, Karlebo                                        |
| Herning                                                         | 39                                                              | Aulum-Haderup, Brande, Herning, Ikast, Trehøje, Aaskov                                              |
| Hillerød                                                        | 10                                                              | Allerød, Farum, Græsted-Gilleleje, Helsinge, Hillerød, Skævinge, Slangerup                          |
| Hjørring                                                        | 54                                                              | Brønderslev, Hirtshals, Hjørring, Løkken-Vrå, Pandrup, Sindal                                       |
| Hobro                                                           | 52                                                              | Arden, Hadsund, Hobro, Nørager, Skørping, Aalestrup                                                 |
| Holbæk                                                          | 14                                                              | Dragsholm, Holbæk, Jernløse, Nykøbing-Rørvig, Svinninge, Tornved, Trundholm, Tølløse                |
| Holstebro                                                       | 41                                                              | Holstebro, Lemvig, Struer, Thyborøn-Harboøre, Thyholm, Ulfborg-Vemb, Vinderup                       |
| Horsens                                                         | 38                                                              | Brædstrup, Gedved, Hedensted, Horsens, Juelsminde, Nørre-Snede, Tørring-Uldum                       |
| Hvidovre                                                        | 6                                                               | Hvidovre, Rødovre                                                                                   |
| Kalundborg                                                      | 15                                                              | Bjergsted, Hvidebæk, Kalundborg                                                                     |
| Kolding                                                         | 36                                                              | Kolding, Lunderskov, Vamdrup                                                                        |
| København                                                       | 1                                                               | København                                                                                           |
| Køge                                                            | 13                                                              | Fakse, Køge, Rønnede, Skovbo, Stevns, Vallø                                                         |
| Lyngby                                                          | 4                                                               | Lyngby-Taarbæk, Søllerød                                                                            |
| Løgstør                                                         | 50                                                              | Brovst, Farsø, Fjerritslev, Løgstør, Nibe, Aars                                                     |
| Middelfart                                                      | 27                                                              | Ejby, Middelfart, Nørre Aaby                                                                        |
| Nakskov                                                         | 21                                                              | Holeby, Højreby, Maribo, Nakskov, Ravnsborg, Rudbjerg, Rødby                                        |
| Nyborg                                                          | 25                                                              | Kerteminde, Nyborg, Ullerslev, Ørbæk                                                                |
| Nykøbing Falster                                                | 20                                                              | Nykøbing Falster, Nysted, Nørre Alslev, Sakskøbing, Stubbekøbing, Sydfalster                        |
| Næstved                                                         | 18                                                              | Fladså, Holmegaard, Næstved, Suså                                                                   |
| Odder                                                           | 43                                                              | Hørning, Odder, Ry, Samsø, Skanderborg Kommune                                                      |
| Odense                                                          | 23                                                              | Bogense, Langeskov, Munkebo, Odense, Otterup, Søndersø, Tommerup, Vissenbjerg, Årslev               |
| Randers                                                         | 45                                                              | Hadsten, Langå, Mariager, Nørhald, Purhus, Randers, Rougsø, Sønderhald                              |
| Ribe                                                            | 32                                                              | Bramming, Brørup, Holsted, Ribe, Vejen                                                              |
| Ringkøbing                                                      | 40                                                              | Egvad, Holmsland, Ringkøbing, Skjern, Videbæk                                                       |
| Ringsted                                                        | 16                                                              | Dianalund, Haslev, Ringsted, Sorø, Stenlille                                                        |
| Roskilde                                                        | 12                                                              | Bramsnæs, Greve, Gundsø, Hvalsø, Lejre, Ramsø, Roskilde, Solrød                                     |
| Silkeborg                                                       | 44                                                              | Gjern, Hammel, Silkeborg, Them                                                                      |
| Skive                                                           | 48                                                              | Sallingsund, Skive, Spøttrup, Sundsøre                                                              |
| Slagelse                                                        | 17                                                              | Fuglebjerg, Gørlev, Hashøj, Høng, Korsør, Skælskør, Slagelse                                        |
| Svendborg                                                       | 24                                                              | Egebjerg, Gudme, Ringe, Marstal, Rudkøbing, Ryslinge, Svendborg, Sydlangeland, Tranekær, Ærøskøbing |
| Sønderborg                                                      | 28                                                              | Augustenborg, Broager, Nordborg, Sundeved, Sydals, Sønderborg                                       |
| Thisted                                                         | 49                                                              | Hanstholm, Morsø, Sydthy, Thisted                                                                   |
| Tønder                                                          | 30                                                              | Bredebro, Højer, Løgumkloster, Skærbæk, Tinglev, Tønder                                             |
| Tårnby                                                          | 8                                                               | Dragør, Tårnby                                                                                      |
| Varde                                                           | 34                                                              | Billund, Blaabjerg, Blåvandshuk, Grindsted, Helle, Varde, Ølgod                                     |
| Vejle                                                           | 37                                                              | Egtved, Give, Jelling, Vejle                                                                        |
| Viborg                                                          | 47                                                              | Bjerringbro, Fjends, Hvorslev, Karup, Kjellerup, Møldrup, Tjele, Viborg                             |
| Vordingborg                                                     | 19                                                              | Langebæk, Møn, Præstø, Vordingborg                                                                  |
| Aalborg                                                         | 51                                                              | Hals, Sejlflod, Støvring, Aabybro, Aalborg                                                          |
| Århus                                                           | 42                                                              | Galten, Hinnerup, Rosenholm, Rønde, Aarhus                                                          |